# Basílica de la Santissima Annunziata Maggiore
La Basílica de la Santísima Annunziata Mayor (en italiano: Basilica della Santissima Annunziata Maggiore) es una iglesia católica en Nápoles, Italia, situada en el barrio de Pendino, en el centro histórico de la ciudad.

## Historia
La primera iglesia fue construida en el siglo XIII gracias a la financiación de la dinastía angevina. El edificio se levantó en una zona anteriormente ocupada por las iglesias de Santa Lucía y San Antonio Abad, que fueron demolidas para dar paso al nuevo complejo religioso.
En 1343, por voluntad de la reina Sancha de Mallorca, consorte del rey Roberto I de Nápoles, se estableció la Real Casa de la Santa Annunziata, una institución benéfica destinada a la acogida y protección de huérfanos y niños abandonados. A lo largo de los siglos, el complejo religioso se fue ampliando para incluir infraestructuras asistenciales como hospitales (ginecológico y pediátrico), orfanatos y también un "conservatorio", es decir, un lugar de acogida para las jóvenes pobres y/o sin familia, que eran internadas para preservar su virtud, pero también se les proporcionaba una pequeña dote para que pudieran casarse.

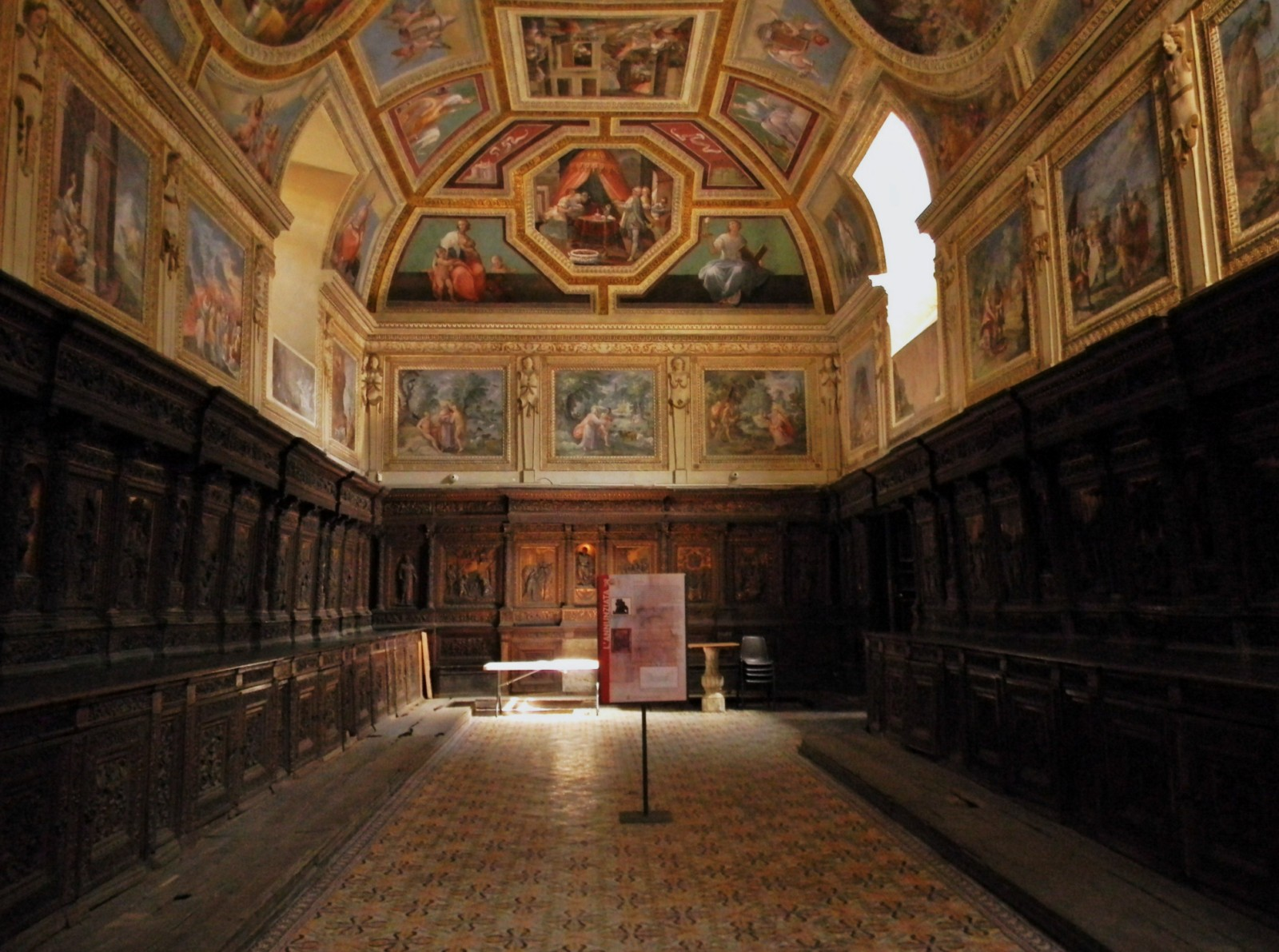
La sacristía.

Durante el siglo XVI, la iglesia original fue remodelada por el arquitecto Ferdinando Manlio en el contexto del virreinato español. No obstante, un incendio devastador ocurrido en 1757 provocó la casi total destrucción del edificio, excepto la sacristía y la Capilla Carafa. La reconstrucción, que duró desde 1760 hasta 1782, fue encomendada a Luigi Vanvitelli y culminada por su hijo Carlo, quienes dotaron a la basílica de su actual configuración.

## Descripción
El exterior de la basílica destaca por su fachada cóncava que combina elementos del barroco tardío con influencias del clasicismo francés.
El arco de entrada al complejo de la Annunziata, del siglo XV, fue encargado a Tommaso Malvito como portal de la iglesia.
El campanario, de origen renacentista, fue edificado entre 1524 y 1569 y rebajado tras el terremoto de 1688. 

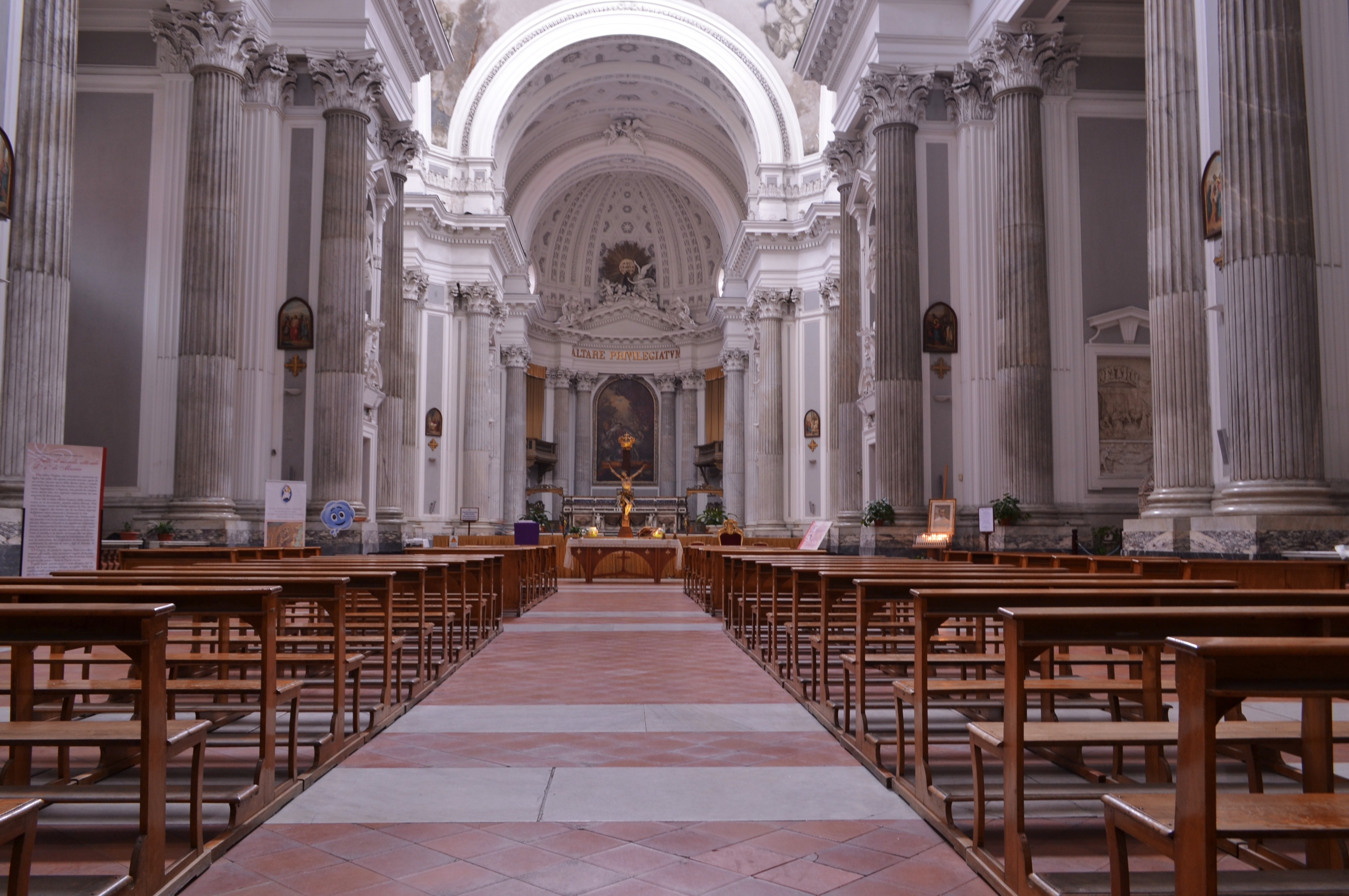
Nave de la iglesia.

En el interior, la basílica presenta una planta de cruz latina con una única nave, sostenida por cuarenta y cuatro columnas corintias y seis capillas laterales. Entre sus principales elementos artísticos se encuentran:
- La Capilla Carafa, uno de los pocos espacios que sobrevivieron al incendio de 1757, que alberga monumentos funerarios y está embellecida con decoraciones marmóreas.

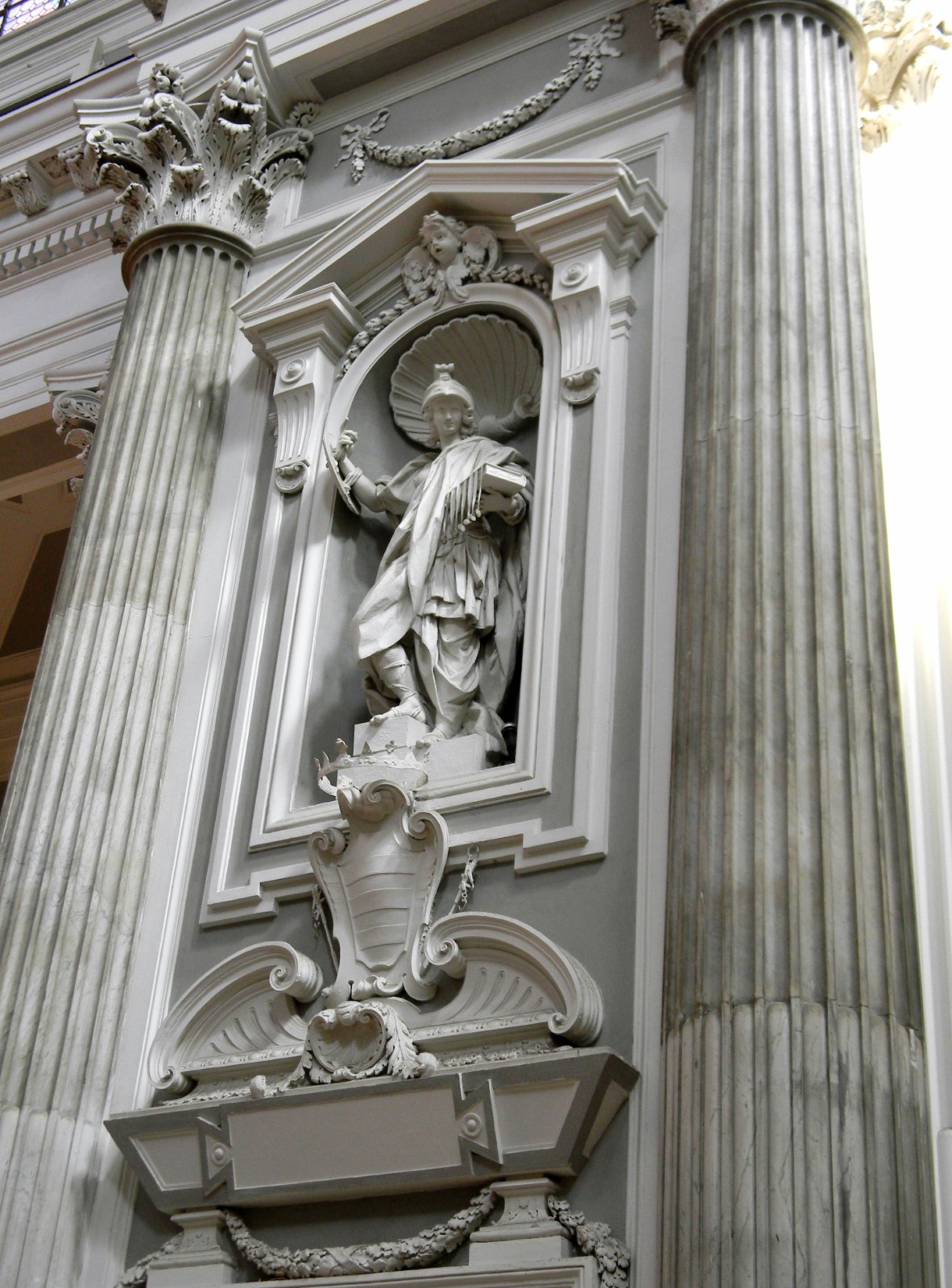
Estatua de la Sabiduría.

- El transepto, adornado con ocho estatuas en estuco que representan la Meditación, la Oración, la Sabiduría y la Santidad, obras de Giuseppe Sanmartino; la Prudencia y la Perseverancia, de Giuseppe Picano; la Sobriedad y la Modestia, de Angelo Viva.

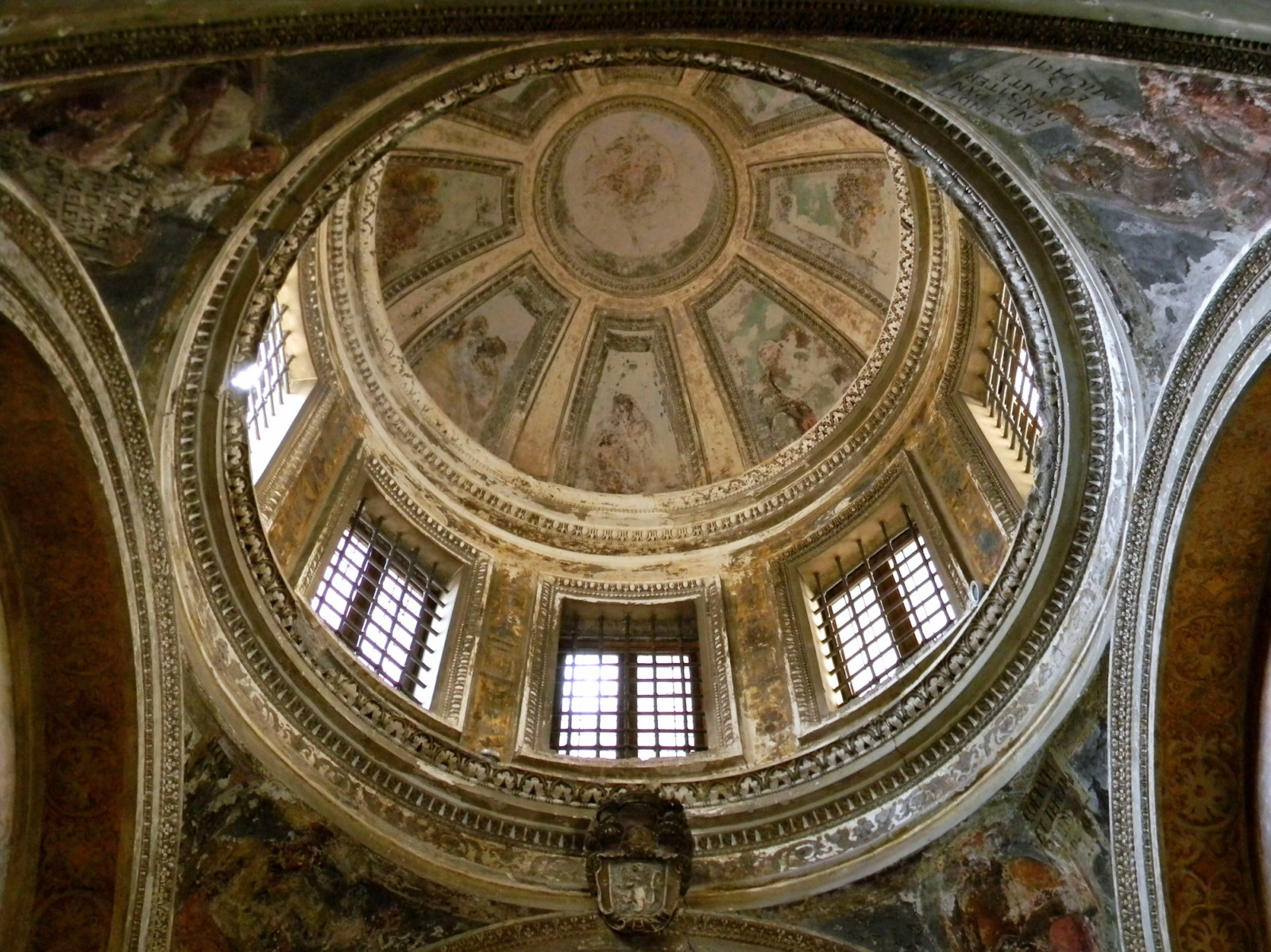
El interior de la cúpula.

- La imponente cúpula, diseñada por  Domenico Fontana, que alcanza aproximadamente 67 metros de altura y fue decorada en 1781 por Fedele Fischetti con representaciones de profetas.

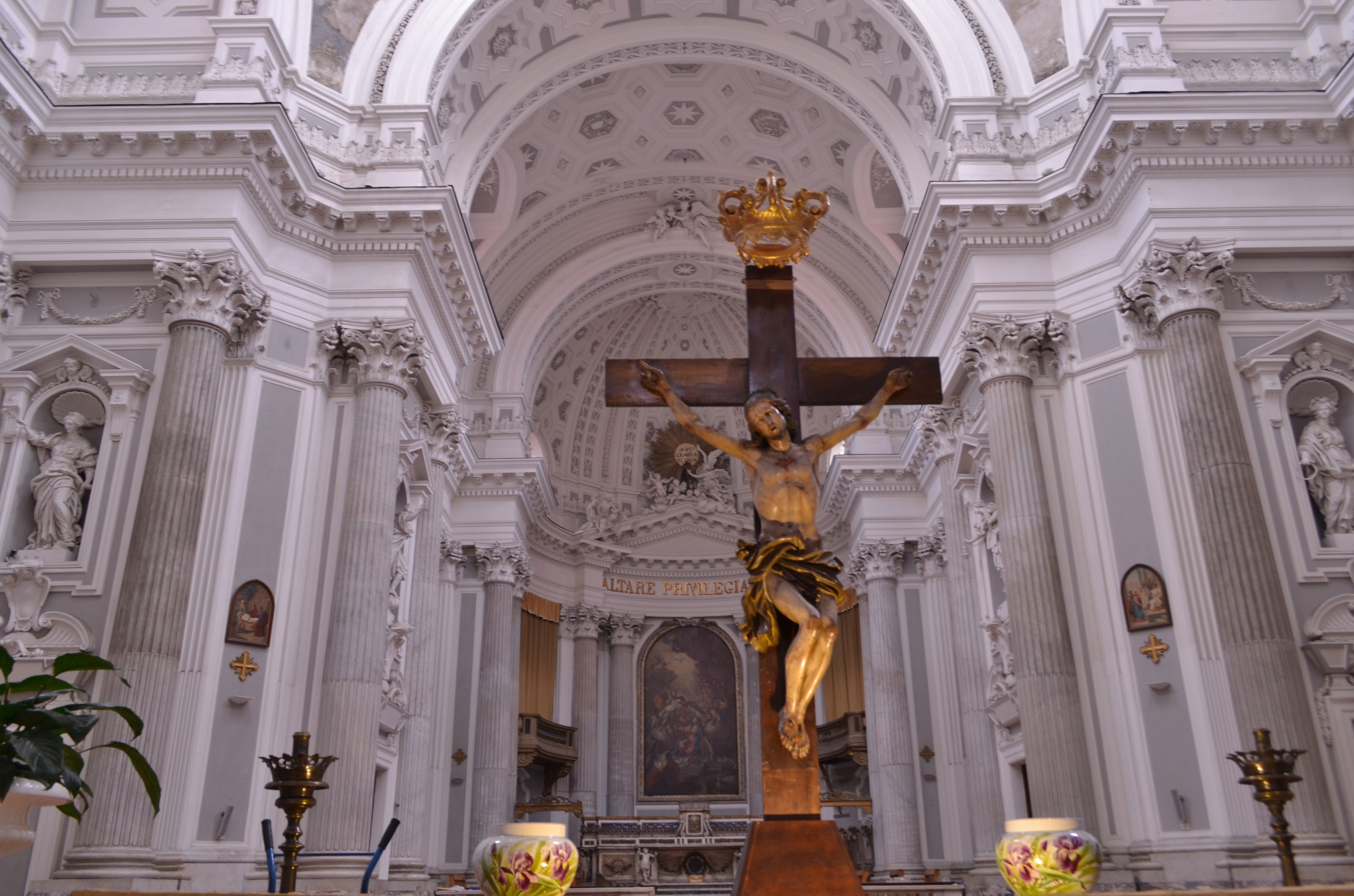
El altar mayor.

- El altar mayor, realizado en mármol y lapislázuli, alberga la pintura de la Anunciación de Giuseppe Sanmartino (1761), acompañada por obras de Francesco De Mura.

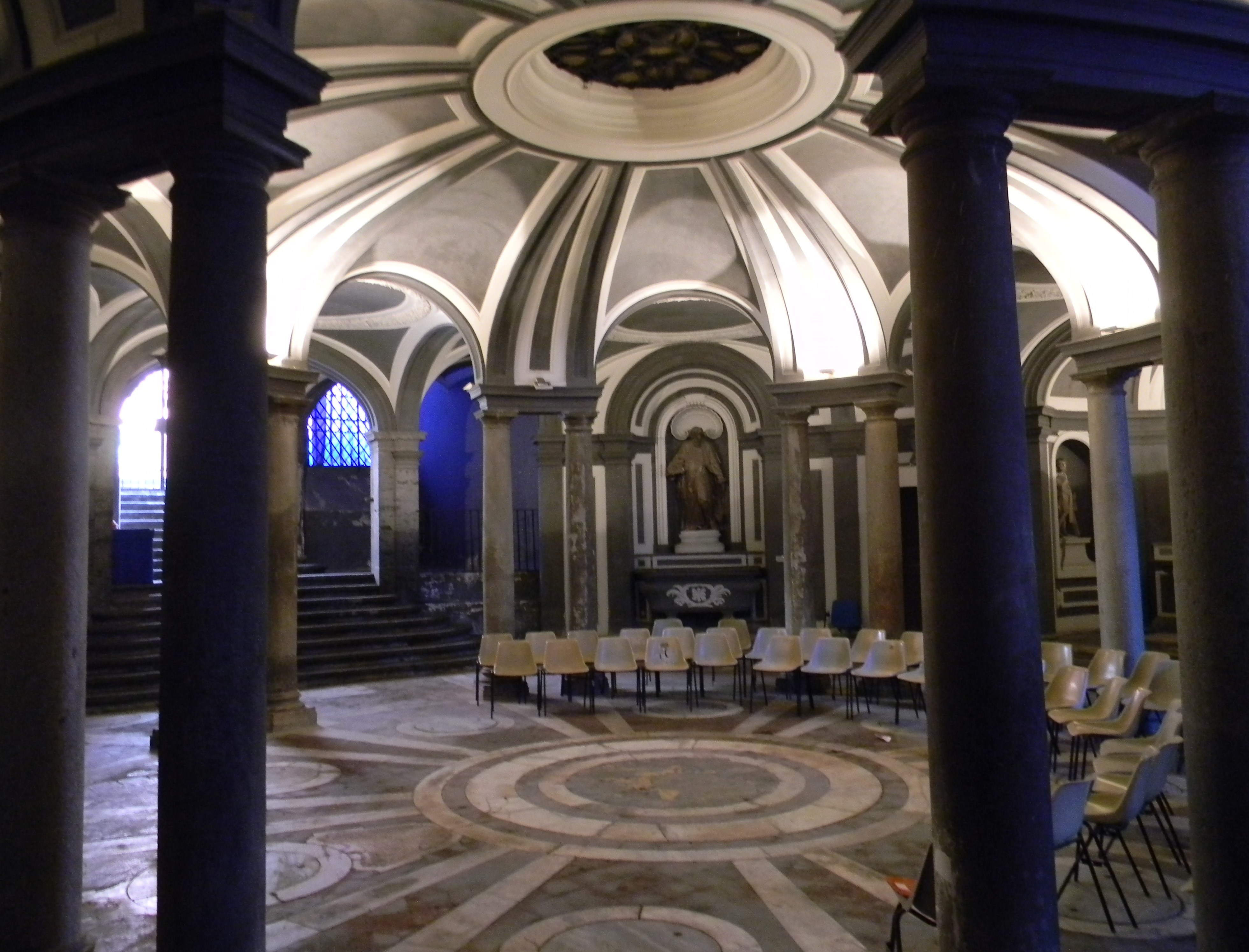
El succorpo.

- El succorpo, un espacio circular subterráneo creado proyectado por Vanvitelli para mantener las actividades litúrgicas durante las obras de reconstrucción. Este ambiente conserva valiosas esculturas de artistas como Antonello Gagini, Pietro Andrea Ferrucci y Giuseppe Sanmartino.

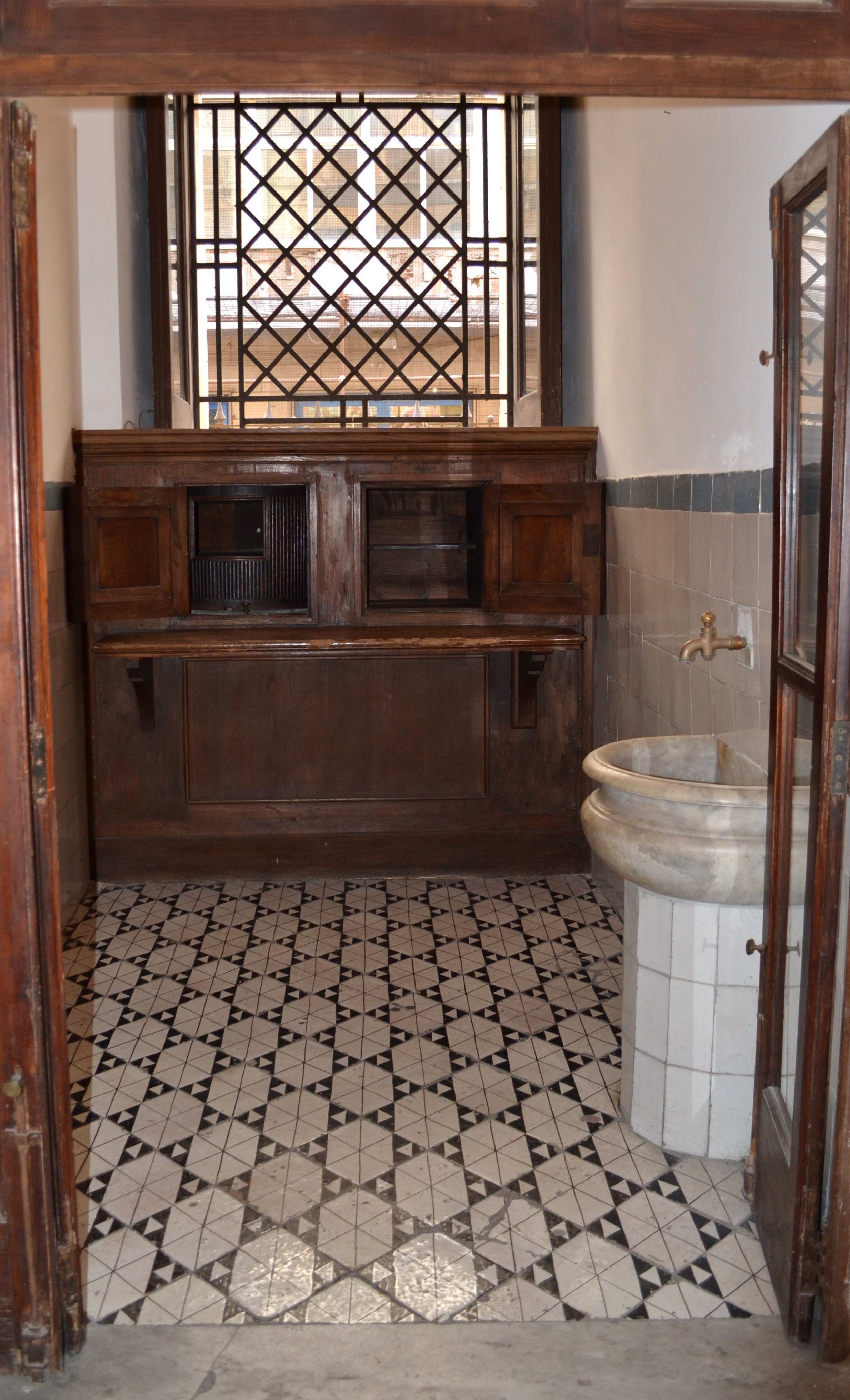
La rueda de los expósitos.

Elemento emblemático del complejo es la rueda de los expósitos, un mecanismo introducido en 1601 que permitía a las madres abandonar anónimamente a sus hijos recién nacidos. Esta práctica persistió hasta 1875 y es el origen del apellido «Esposito», asignado habitualmente a estos niños.
Hoy en día, la basílica continúa siendo un lugar de culto activo y un destacado referente histórico y cultural de Nápoles. El acceso es gratuito y libre todos los días de 08:00 a 20:00, y se organizan visitas y actividades culturales orientadas a la valorización del patrimonio local.